# Billy Tipton
William Lee Tipton (Oklahoma City, 29 de desembre de 1914 - Spokane, 21 de gener de 1989) va ser un músic de jazz nord-americà i director d'orquestra. També conegut per ser transgènere, ho va amagar tota la vida. Després de mort es va descobrir que en néixer era de sexe femení.
Nascut a Oklahoma, Tipton va créixer a Kansas City, Missouri, on va ser criat per una tia després de la mort de la seva mare. Posteriorment, poques vegades va veure el seu pare, GW Tipton, un pilot que de vegades el portava amb avió. Com a estudiant de secundària, Tipton teni el malnom de "Tippy" i es va interessar per la música, especialment el jazz, estudiant piano i saxòfon. Va tornar a Oklahoma per al seu últim any d'escola secundària i es va unir a la banda de l'escola.
Quan Tipton va començar una carrera musical més seriosa, va adoptar el sobrenom del seu pare, Billy, i va actuar més activament per passar com a home, embenant-se els pits i farcint els pantalons. Al principi, Tipton només es va presentar com un home als escenaris, però el 1940 vivia com a home en la vida privada. Dues de les seves cosines amb qui Tipton va mantenir contacte durant anys van ser les úniques persones conegudes que sabien el sexe biològic de Tipton.

## Carrera musical
El 1936 Tipton era el líder d'una banda que tocava a la KFXR, una emissora de radio comercial a Dallas, Texas. Ell 1938, Tipton es va unir a Louvenie's Western Swingbillies, una banda que tocava a la KTOK, emissora de radio de Oklahoma, i a la Brown's Tavern. El 1940 va estar de gira pel Oest Mitjà tocant en balls amb la banda de Scott Cameron. El 1941 va començar una carrera de dos anys i mig actuant al Cotton Club de Joplin amb la banda de George Meyer, després va fer una gira per un temps amb Ross Carlyle, i després va tocar durant dos anys a Texas.
El 1949 Tipton va començar a recórrer el nord-oest del Pacífic amb George Meyer. Si bé aquesta gira va estar lluny de ser glamurosa, les aparicions de la banda al Roseburg, Oregon's Shalimar Room van ser enregistrades per una estació de ràdio local, pel que existeixen enregistraments del treball de Tipton durant aquest temps, incloent "If I Knew Then" i "Sophisticated Swing". La cançó principal del trio va ser "Flying Home", interpretada en una imitació propera de la banda de Benny Goodman.
A mesura que la banda de George Meyer va anar obtenint més èxits, van començar a obtenir més reconeixement, actuant amb The Ink Spots, Delta Rhythm Boys i Billy Eckstine al Boulevard Club a Coeur d'Alene, Idaho.
Tipton va començar a tocar el piano sol al club Elks a Longview, Washington. A Longview, va començar el Billy Tipton Trio, que estava constituït per Tipton al piano, Dick O'Neil a la bateria i Kenny Richards (i més tard Ron Kilde) el baix. El trio va guanyar popularitat local.
Durant una presentació de la gira aL King 's Supper Club a Santa Barbara, Califòrnia, un caça-talents de Tops Records els va sentir tocar i els va aconseguir un contracte. El Billy Tipton Trio va gravar dos àlbums dels estàndards de jazz per Tops: Sweet Georgia Brown and Billy Tipton Plays Hi-Fi on Piano, ambdós llançats a principis de 1957. Entre les peces interpretades es trobaven "Can't Help Lovin' Dat Man", "Willow Weep for Me", "What'll I Do". El 1957, dels àlbums es van vendre 17.678 còpies, una suma "respectable" per a una petita discogràfica independent.
Després de l'èxit dels àlbums, Billy Tipton Trio es va oferir com una House band al Holiday Hotel a Reno, Nevada, i Tops Records va convidar el trio a gravar quatre àlbums més. Tipton va rebutjar dues ofertes, preferint mudar-se a Spokane, Washington, on va treballar com a intermediari de talents i el trio va ser la banda de la casa a Allen's Tin Pan Alley, tocant-hi setmanalment. Tocava principalment estàndards de swing en lloc del jazz que ell preferia. Les seves actuacions van incloure esquetxos en la tradició del vodevil, en els quals va imitar celebritats com Liberace i Elvis Presley. En alguns d'aquests esquetxos va interpretar una nena petita. Va ser mentor de joves músics a l'agència teatral Dave Sobol.
A finals de la dècada de 1970, l'empitjorament de l'artritis va obligar Tipton a retirar-se de la música.

## Vida personal
Al principi de la seva carrera, Tipton es va presentar com un home només professionalment, i va continuar presentant-se altrament com a dona. Va passar aquests primers anys vivint amb una dona anomenada Non Earl Harrell, en una relació que altres músics consideraven lesbiana. La relació va acabar al 1942. Una altra relació de Tipton, amb una cantant coneguda només com a "June", va durar diversos anys.
Durant set anys, Tipton va viure amb Betty Cox, que tenia 19 anys quan van començar. Cox va recordar a Tipton com "l'amor més fantàstic de la meva vida".Tipton va mantenir el secret de les seves característiques sexuals a Betty i es va inventar una història d'un accident automobilístic greu que va resultar amb els genitals danyats i costelles trencades, i que era necessari protegir-lo amb una pròtesi. A partir de llavors això era el que li diria a les dones en la seva vida.
"Expliquen els seus companys en la biografia de Diane Wood Middlebrook, 'La doble vida de Billy Tipton', que l'únic estrany en el comportament de Billy era que sempre anava al lavabo sol i just abans de les actuacions. "Quan fèiem un intermedi, la majoria de nosaltres, que havia estat bevent cervesa, havia d'anar al bany. Però Billy, no. Quant tots tornaven als seus llocs sobre l'escenari, llavors Billy deia: hi he d'anar ara. L'havíem espiat, perquè el trobàvem una mica estrany, però només vam descobrir que Billy mai feia servir els urinaris d'home, sinó el vàter. Res més".
Tipton mai es va casar formalment en una cerimònia, però diverses dones tenien llicències de conduir identificant-les com a Sra. Tipton. El 1960, Tipton va acabar amb la seva relació amb Cox per establir-se amb la ballarina i stripper Kitty Kelly (més tard coneguda com a Kitty Oakes), coneguda professionalment com "The Irish Venus". Van estar involucrats amb la seva AMPA local i amb els Boy Scouts. Van adoptar tres fills, John, Scott i William.
Després de la mort de Tipton, Kitty va donar diverses entrevistes sobre ell i la seva relació. En entrevistes primerenques, va dir: "Va deixar-ho tot... Hi havia certes regles i normes en aquells dies si anés a ser músic", en referència a trencar-se en la indústria musical de la dècada dels anys vint de 30. William va descriure a Tipton com un bon pare que volia viatjar a Scout.
A causa de les diferències sobre com educar els fills, Tipton va deixar Kitty a la fi dels anys 70, es va traslladar a una casa mòbil amb els seus fills (dos dels seus fills van fugir de casa després que Kitty n'abusés físicament) i va reprendre una vella relació amb una dona anomenada Maryann. Va romandre allí, vivint en la pobresa, fins a la seva mort.

## Mort, post-mort i conseqüències posteriors
El 1989, a l'edat de 74 anys, Tipton va tenir símptomes que va atribuir a un emfisema degut al gran consum de tabac i es va negar a trucar a un metge. En realitat, estava patint d'una úlcera pèptica hemorràgica, que, sense tractar, era mortal. Va ser mentre els paramèdics intentaven salvar la vida de Tipton, que William va saber que el seu pare era un home transgènere. Tipton va ser declarat mort al Valley General Hospital. El coroner va compartir això amb la resta de la família. En un intent de mantenir el secret, Kitty va disposar perquè el seu cos fos cremat, però més tard després de les ofertes financeres dels mitjans, Kitty i un dels seus fills van fer pública la història. El primer article periodístic es va publicar l'endemà del funeral de Tipton i va ser ràpidament recollit per serveis filials. Les històries sobre Tipton van aparèixer en una varietat de documents incloent diaris com National Enquirer i Star, a més de diaris més respectables com el New York Magazine i The Seattle Times. La família de Tipton fins i tot va fer aparicions en talks show.
Billy Tipton va deixar dos testaments: un escrit a mà i no autenticat en què ho deixava tot a William Jr.; i el segon, notaritzat, deixant-ho tot a John Clark, el primer fill adoptat pels Tipton. Un tribunal va confirmar el primer testament, i William ho va heretar gairebé tot, amb John i Scott rebent un dòlar cadascun. Segons un episodi de 2009 del programa documental The Will: Family Secrets Revealed, que va presentar entrevistes amb els tres fills, es va revelar que una sentència judicial final va atorgar als tres fills la mateixa quantitat de béns de la seva esposa Kitty Tipton (no a Billy Tipton) que, després dels honoraris d'advocats, va ascendir a 35000 dòlars per a cada fill.

## Discografia
- Sweet Georgia Brown Tops Records L1522 (1957)
- Billy Tipton Plays Hi-Fi on Piano Tops Records L1534 (1957)

## Enllaços extens
- Billy Tipton photo timeline